# Mészáros Ernő
Mészáros Ernő (Budapest, 1935. április 12. –) Széchenyi-díjas magyar meteorológus, egyetemi tanár, a Magyar Tudományos Akadémia rendes tagja. A légkörfizika és a levegőkémia neves kutatója. 1976 és 1990 között az Országos Meteorológiai Szolgálat Központi Légkörfizikai Intézete igazgatója.

## Életpályája
1953-ban a József Attila Gimnáziumban érettségizett, majd 1957-ben az Eötvös Loránd Tudományegyetem Természettudományi Karán meteorológus diplomát szerzett. 1961-ben védte meg egyetemi doktori értekezését.
Diplomájának megszerzése után 1992-ig különböző beosztásokban az Országos Meteorológiai Szolgálat munkatársa volt. 1971-től a Szolgálat Központi Légkörfizikai Intézetének igazgatóhelyetteseként, 1976 és 1990 között igazgatójaként dolgozott. 1990 és 1992 között tudományos tanácsadó, majd 1992-től 2005-ös nyugdíjazásáig, a Veszprémi (jelenleg Pannon) Egyetem egyetemi tanára volt. Közben az MTA–VE Levegőkémiai Kutatócsoportjának vezetője. 2005-ben emeritálták. 2004–2005-ben Szilárd Leó professzori ösztöndíjjal kutatott.
Kandidátusi értekezését 1966-ban, akadémiai doktori értekezését 1970-ben védte meg. 1972-től az MTA Meteorológiai Bizottságának tagja, amelynek több éven át elnöke volt. 1985-ben a Magyar Tudományos Akadémia levelező, 1990-ben rendes tagjává választották. 1992 és 1999 között a Földtudományok Osztálya, 2002 és 2008 között a Veszprémi Akadémiai Bizottság elnöke volt, előbbi tisztségében az MTA elnökségében is részt vett. 1994 és 2000 között a Magyar Akkreditációs Bizottság plénumában vett részt, illetve a Föld- és Környezettudományi Szakbizottságát vezette.
1976-tól 1994-ig a Meteorológiai Világszervezet környezeti konzultánsa, a légszennyeződés-mérési nemzetközi iskola vezetője. Több éven át neves nemzetközi folyóiratok (Időjárás, Tellus, Atmospheric Environment, Journal of Atmospheric Chemistry, Atmosphérique Pollution) szerkesztőbizottságának tagja. Az Academia Europaea tagja, a Nyugat-bretagne-i Egyetem díszdoktora.

## Munkássága
Kutatási területei a levegőkémia, különös tekintettel a légköri aeroszol részecskék kémiai tulajdonságaira és környezeti hatásaira.
Különböző légkori nyomanyagok magyarországi, európai, valamint globális körforgalmát tanulmányozta. Ezen belül különös tekintettel foglalkozott a kénvegyületekre és az aeroszol részecskékre. Utóbbi részecskék környezeti hatásának, felhőképződési, illetve éghajlati vizsgálatai segítettek szerepük tisztázásához. Tudományszervezési eredménye a levegőkémiai kutatások magyarországi bevezetése és meghonosítása.
Több mint százötven tudományos publikáció szerzője vagy társszerzője.

## Díjai, elismerései
- Akadémiai Díj (1979)
- Pro Natura emlékérem (1987)
- Schenzl Guidó-díj (1995)
- Szent-Györgyi Albert-díj (1997)
- Széchenyi-díj (1998) – A hazai levegőkémiai kutatások elméleti és gyakorlati megalapozásáért, a Környezettudományi Akadémiai Elnöki Bizottságban kifejtett sokoldalú munkásságáért, továbbá tudományos monográfiáiért és kiemelkedő színvonalú oktató munkájáért.
- A Magyar Köztársasági Érdemrend középkeresztje (2005)

## Főbb publikációi
- A levegőkémia alapjai (1977)
- Atmospheric Chemistry: Fundamental Aspects (1981)
- Fizikai meteorológia (társszerző, 1982)
- A légkör összetétele és az elemek biogeokémiai körforgalma : akadémiai székfoglaló : 1985. december 9. (1987)
- Atmospheric Particles and Nuclei (társszerző, 1991)
- Global and Regional Changes in Atmospheric Composition (1993)
- Fundamentals of Atmospheric Aerosol Chemistry (1999)
- A Föld rövid története (2001)
- A környezettudomány alapjai (2001)
- A város peremétől az akadémiáig (2003)
- Légkörtan. Környezettudományi és környezetmérnök hallgatók számára; VEK, Veszprém, 2003
- Levegőkörnyezet (társszerző, 2006)
- A levegő megismerésének története (2008)
- Környezettudomány. Az ember és a környezet kapcsolata. A környezettudomány legfontosabb fogalmai és értelmezésük (lexikon, 2010)
- A természettudományok rövid története; MTA Történettudományi Intézete, Bp., 2011 (Természettörténelem)
- Ózonháború (2013)
- Algainvázió (2015)
- Bozó László–Mészáros Ernő: A légtüneménytantól a káoszelméletig. Magyar meteorológiai bibliográfia; Országos Meteorológiai Szolgálat, Bp., 2015
- Az éltető semmi: a levegő. Légkörtudomány mindenkinek; Pannon Egyetemi, Veszprém, 2017
- A földi légkör története. Az atomoktól a különleges gázkeverékig; Akadémiai, Bp., 2018